# Simone Napoli da Calascibetta
Fra Simone Napoli da Calascibetta (Calascibetta, ... – Giuliana, 11 ottobre 1546) è stato un religioso italiano morto in fama di santità.

## Biografia
Nato a Calascibetta, in provincia di Enna, dalla nobile famiglia dei Napoli, diviene in giovane età frate minore osservante.
Nel 1533 prese parte al Capitolo Provinciale di Sicilia nel quale si fece promotore della riforma francescana. Gli fu affidato il convento di S. Maria di Gesù a Piazza Armerina e nel 1534, essendo cresciuto il numero dei riformati, quello di S. Anna a Giuliana dove condusse sino alla morte una vita di povertà e di penitenza.
Nel convento di S. Anna passava molto del suo tempo a pregare nella selva vicina. Presto si diffuse la fama della sua santità grazie anche a vari fatti prodigiosi (moltiplicazione del cibo, guarigioni, miracolo della pioggia) da lui operati e tutti volevano incontrarlo per raccomandarsi alle sue preghiere e per chiedere qualche miracolo.
Morì nel convento di S. Anna di Giuliana l’11 ottobre 1546. Dal 2001 il suo corpo riposa nel Santuario della Madonna dell’Udienza sempre a Giuliana, provincia di Palermo e diocesi di Monreale.
Mons. Cataldo Naro, arcivescovo di Monreale, lo ha inserito nelle litanie delle figure di santità della Chiesa di Monreale con la seguente invocazione: "Beato Simone Napoli da Calascibetta, fedele testimone della tradizione francescana, prega per noi".
Fu il primo autore della riforma dei Minori Osservanti di San Francesco nel Regno di Sicilia, nella più stretta osservanza della regola. Ricordato in fama di santità già nel XVII secolo, è festeggiato l'11 ottobre. Le sue spoglie sono conservate a Giuliana vicino a quelle della Serva di Dio Glorietta Restivo.